# Diogo Muñoz de Saldanha
Diogo Muñoz de Saldanha (910 - 951) em latim Didacus Munnioz, foi um Rico-homem de origem palentina, membro da família Banu Gómez, foi o primeiro conde de Saldaña.

## Relações familiares
Sua ascendência é motivo de debate. Casou-se com Tregidia, de ascendência desconhecida, de quem teve:
- Munio Dias, era o filho mais velho, terá morrido durante a guerra civil travada entre o rei Ordonho IV de Leãoe o rei Sancho I de Leão.
- Gomez Diaz, conde em Saldaña, casado com Muniadona Fernandes, filha de Fernão Gonçalves conde de Castela, e de Sancha Sanches de Pamplona.
- Elvira Dias, casada com Fernando Bermudes, conde de Cea, filho de Bermudo Nunes e de Argilo.
- Osorio Dias, casado com Sancha Sanches, filha do conde Sancho Munis.
- Fernando Dias casado com Mansuara Fáfilaz, filha do conde Fáfila Oláliz, proprietário de terras em Tierra de Campos.
- Guntrodo Dias, casada com Ablavel Godestéiz.